# Teach For Austria
Teach For Austria (TFA, engl. „unterrichte für Österreich“) ist eine gemeinnützige, österreichische Bildungsinitiative mit Sitz in Wien mit dem Ziel, mehr Schülern und Kindern Zugang zu exzellenter Bildung zu ermöglichen und eine nationale Bewegung zur Beseitigung von Bildungsungerechtigkeit aufzubauen. Seit 2018 gibt es außerdem ein Büro in Linz. Teach For Austria rekrutiert dafür Hochschulabsolventen aller Studienrichtungen, die für zwei Jahre im Rahmen des „Teach For Austria-Fellowprogramms“ an Einsatzschulen (Mittelschulen, Polytechnische Schulen) als Lehrkräfte mit einer vollen Lehrverpflichtung unterrichten oder an Kindergärten mit voller Bildungsverantwortung im Einsatz sind. Ziel des Programms ist die Verbesserung der Chancengerechtigkeit im Bildungswesen.

## Geschichte
Teach For Austria wurde 2011 als gemeinnützige GmbH von dem Unternehmensberater und ehemaligen Studiengangsleiter der FH Salzburg Walter Emberger nach dem Vorbild von Teach For America in den USA sowie Teach First UK in Großbritannien gegründet – Organisationen, die ähnliche Ziele verfolgen. Teach For Austria ist damit Teil des internationalen Netzwerks Teach For All, dem weitere 52 unabhängige Länderorganisationen angehören. Teach For All unterstützt den Aufbau unabhängiger Organisationen in weiteren Ländern, zum Beispiel Teach First Deutschland. Geschäftsführer von Teach For Austria ist Severin Broucek.
Teach For All und Teach For America wurden 1990 von Wendy Kopp gegründet, die von Fortune zu den 50 einflussreichsten Führungspersönlichkeiten der Welt gezählt wird.
Im ersten Programmjahr (2012/13) von Teach For Austria wurden 24 sogenannte „Fellows“ an Schulen hauptsächlich in Wien eingesetzt, mit dem zweiten Programmjahr (2013/14) kamen weitere 32 hinzu. Im Jahr 2016 startete das Fellowprogramm in Niederösterreich und 2018 in Oberösterreich. Das Programm soll auf weitere Bundesländer ausgedehnt werden.
Seit Herbst 2019 sind erstmals zwölf Teach For Austria Fellows im Kindergarten eingesetzt.

## Das Programm
Hochschulabsolventen aller Studienrichtungen (ausgenommen Lehramtsstudierende) werden durch ein mehrstufiges, selektives Auswahlverfahren rekrutiert. Diese werden über mehrere Wochen in einem Online-Campus sowie einer Sommerakademie ausgebildet, um dann als Vollzeit-Lehrkräfte und -Pädagogen an herausfordernden Schulen und Kindergärten (so genannte Fellows) arbeiten. Alle, die am Programm teilnehmen, sind Quereinsteiger. Sie arbeiten mit Kindern und Jugendlichen aus einkommensschwachen, bildungsfernen Familien.
Im Fokus sind hierbei Mittelschulen, Kooperative Mittelschulen, Wiener Mittelschulen und Polytechnische Schulen und Kindergärten in Wien, Niederösterreich und Oberösterreich mit einem hohen Anteil an Kindern mit Migrationshintergrund sowie Kindern aus bildungsfernen Gesellschaftsschichten.
Mit Beginn jedes Programmjahres übernehmen die Fellows volle Bildungsverantwortung und in den Schulen eine volle Lehrverpflichtung. Während der zwei Jahre, die sie als Fellows an Schulen und Kindergarten im Einsatz sind, werden sie durchgehend von Teach For Austria begleitet und laufend fortgebildet.

## Programmwirkung
Ziel des Programms ist es, die akademischen Leistungen der Schüler und Kindergartenkinder zu steigern. Hierbei wird unter anderem versucht, die Selbstmotivation und den Glauben an die eigenen Fähigkeiten der Kinder zu stärken. Dazu verwenden Fellows Modelle über Effekte von Lob und Tadel auf das Lerner-Selbstbild und reflektieren über das Konzept der selbsterfüllenden Prophezeiung sowie das Konzept des sogenannten „stereotype threat“.
Evaluationen der Programmwirkung von Schwesterorganisationen in anderen Ländern, die durch wissenschaftliche Einrichtungen und/oder durch nationale Behörden durchgeführt wurden, weisen darauf hin, dass Teilnehmer der verschiedenen Programme signifikante Lernzuwächse möglich machen.
In Österreich wurde bisher die Motivations- und Interessensstruktur der Fellows im Rahmen einer wissenschaftlichen Begleitstudie erhoben und ausgewertet.
In den Jahren 2016 bis 2019 führte Teach For Austria das Erasmus+ Projekt „A New Way for New Talents in Teaching“ durch. Das Erasmus+ Projekt „NEWTT“ analysierte die Quereinstiegsmodelle von Teach For-Organisationen in Österreich, Bulgarien, Lettland, Rumänien und Spanien. Die deutsche Universität Duisburg-Essen begleitete das gesamte Projekt wissenschaftlich. Die Universität Duisburg-Essen evaluierte insgesamt 92 österreichische Lehrer in deren ersten beiden Unterrichtsjahren. Die Teilnehmer wurden in zwei Gruppen aufgeteilt: Abgänger der Pädagogischen Hochschulen und Teach For Austria Fellows – also ausgewählte Quereinsteiger, die, begleitet durch das Teach For Austria-Programm, als vollwertige Lehrkräfte unterrichten.

## Alumni
Rund 50 % der Alumni des Teach For Austria – Fellowprogramms bleiben nach Programmabschluss für ein weiteres Jahr an ihrer Einsatzschule. Andere Alumni gründen Start-Ups, wechseln in die Privatwirtschaft, erwerben Post-Docs oder arbeiten in der Entwicklungszusammenarbeit.
Von Alumnis gegründete Start-Ups sind etwa „More than one perspective“, die „New Austrian Coding School“, „The Things We Learn“, das „Future Learning Lab Wien“, „SEED“ oder die „Vienna Hobby Lobby“.

## Finanzierung
Teach For Austria gemeinnützige GmbH beschäftigt etwa 35 Mitarbeiter, die vor allem in den Bereichen Organisationsentwicklung, Fundraising, Recruiting, Auswahl, Ausbildung und Begleitung der Fellows eingesetzt werden. Zusätzlich wird Teach For Austria von etwa 100 ehrenamtlichen Mitarbeiter unterstützt, die unter anderem in den Bereichen Campus Recruitment, Organisation, Veranstaltungsmanagement und Mentoring tätig sind.
Während die Gehälter der Fellows von den Schulbehörden bezahlt werden, finanziert sich das Teach For Austria-Fellowprogramm zu fast 95 % durch private Förderer und Stiftungen. Gegründet wurde das Programm mit Unterstützung von Boston Consulting Group, die Industriellenvereinigung Wien und Salzburg, der Heinzel Group und der Berndorf Privatstiftung. Zu den Unterstützern zählen unter anderem die Berndorf Privatstiftung, die Heinzel Group, Umdasch, Miba, Swarovski Foundation, Mondi und die Kahane Foundation.